# Nature Cat
Nature Cat là một bộ phim truyền hình hoạt hình giáo dục của Mỹ được tạo ra bởi PBS Kids. Nature Cat đã trở thành một bộ phim thường xuyên vào năm 2003. Chương trình được thực hiện trên mạng truyền hình cáp PBS Kids có liên quan.